# Prestamista de última instancia

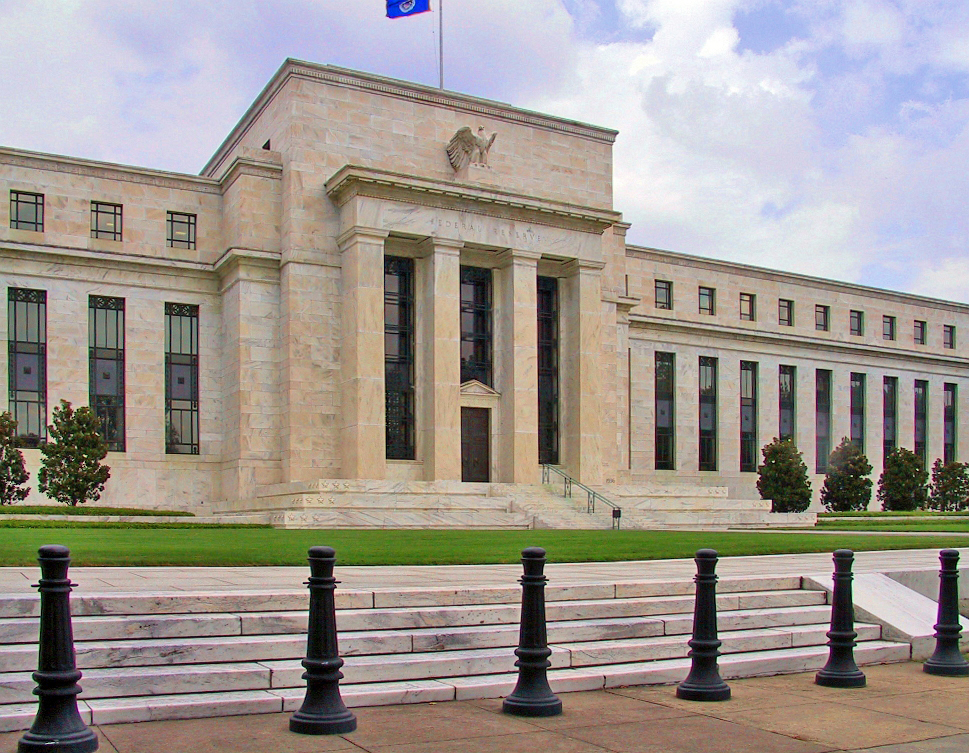
Reserva federal de los Estados Unidos

Los bancos centrales actúan como prestamistas de última instancia o PUI de los bancos comerciales y otras instituciones financieras en momentos de crisis cuando proporcionan el dinero necesario.

## Principio
En cualquier momento, los bancos pueden resultar afectados por una crisis de liquidez, ya que utilizan una parte de sus recursos líquidos para financiar unos empleos ilíquidos. Por consiguiente, no disponen de la liquidez suficiente para hacer frente a una retirada de una parte importante de su pasivo líquido (para hacer frente a un pánico bancario), aunque sean solventes. Así pues, para que los bancos puedan seguir financiando activos ilíquidos, hace falta un PUI que garantice que pueden hacer frente a las retiradas imprevistas, lo que hace desaparecer el riesgo de retirada (ya que los prestamistas a corto plazo de los bancos saben que no corren el riesgo de que no se les reembolse su dinero).
El papel de PUI lo desempeñan los bancos centrales, que pueden prestar fondos adicionales a los bancos tomando sus activos como garantía. 

## Aplicación
Desde el principio de la crisis subprime, el Banco de Inglaterra tuvo que nacionalizar (temporalmente) en febrero de 2008 al banco hipotecario Northern Rock, y en marzo de 2008 la FED tuvo que acudir a la ayuda del quinto banco de inversión estadounidense Bear Stearns. Cabe resaltar que es la primera vez que las autoridades monetarias de los EE. UU. han rescatado un banco de inversión.